# 폴렌담

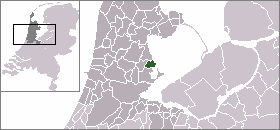
폴렌담

폴렌담(Volendam)은 네덜란드 노르트홀란트주의 도시이다. 에담폴렌담을 구성하는 도시 가운데 하나이다.